# Goleta

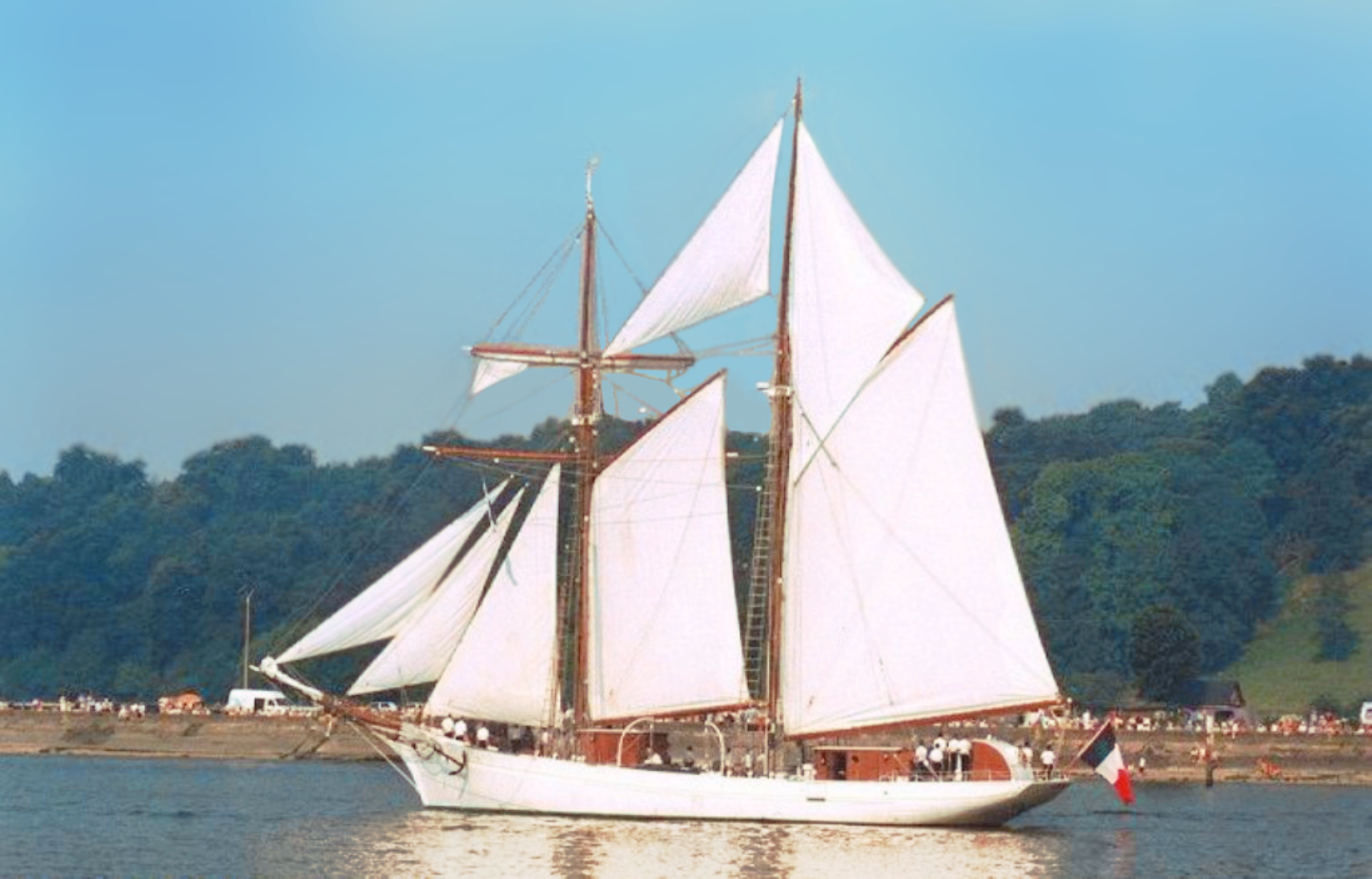
Etoile, goleta de l'Armada Francesa, utilitzada per instrucció naval.

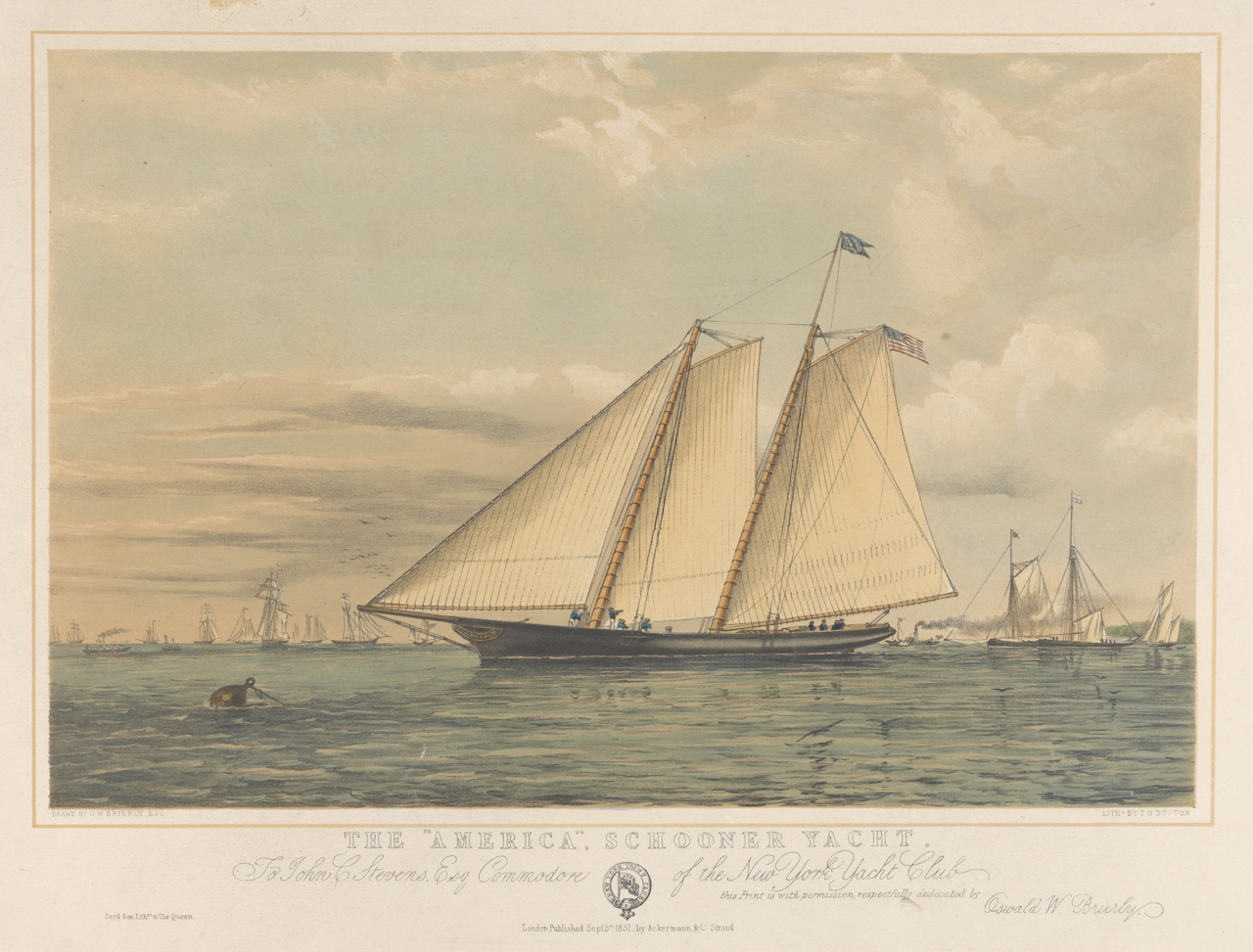
La goleta America, que va donar nom a la famosa regata Copa de l'Amèrica.

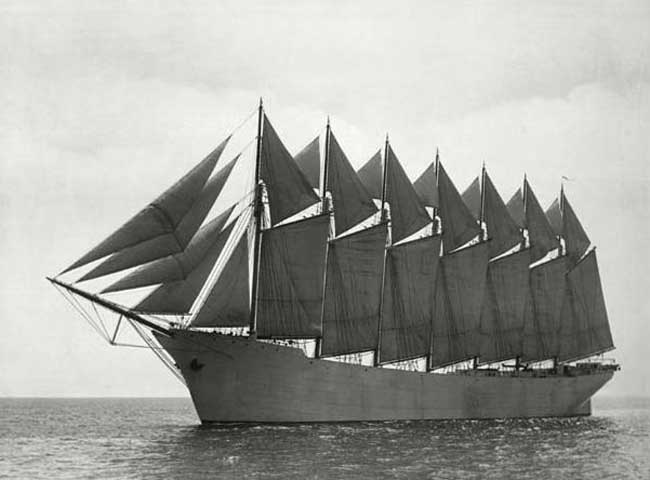
L'única goleta de set pals Thomas W. Lawson, construïda el 1902

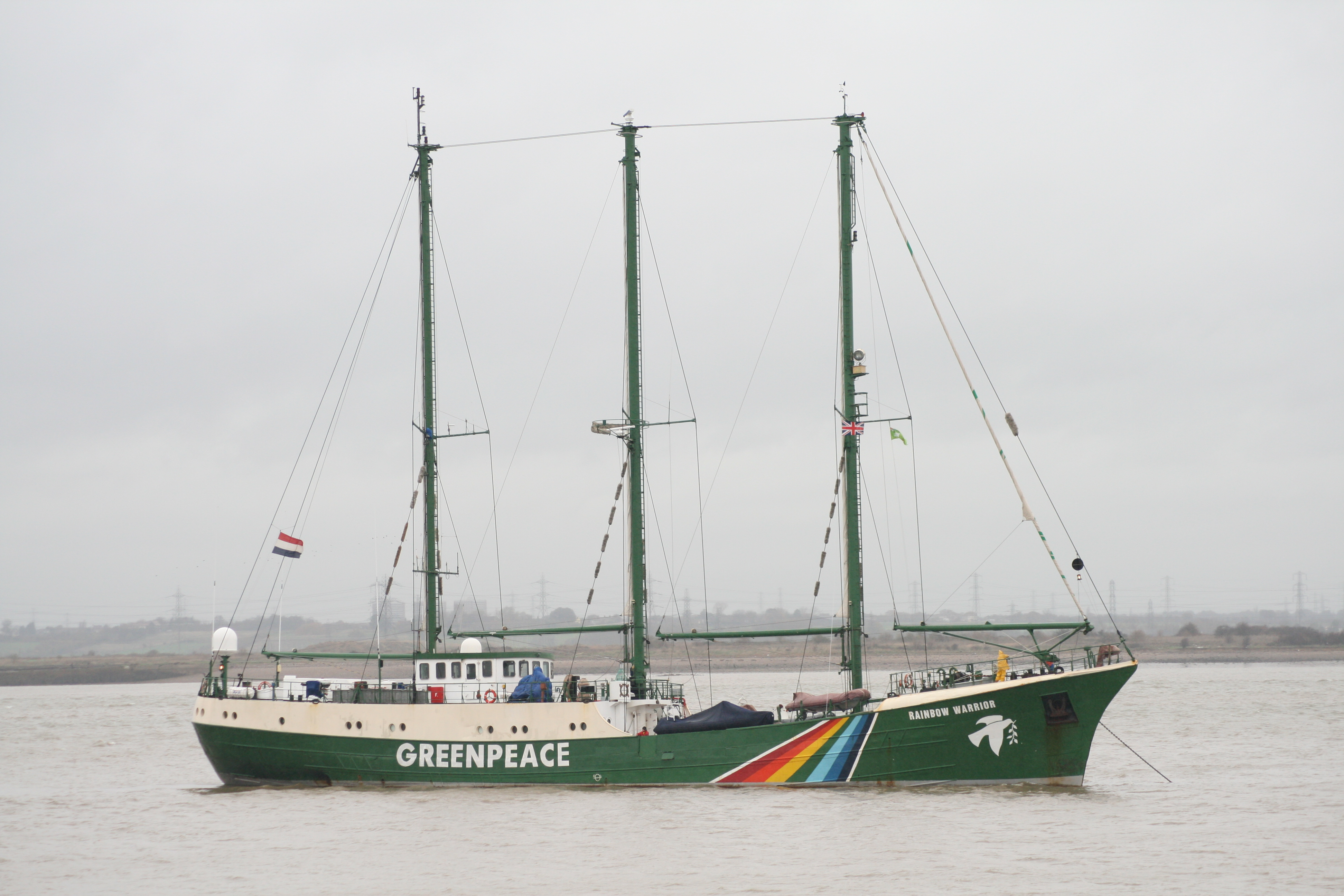
El Rainbow Warrior II és una goleta de tres pals «moderna» (avarada originalment el 1957) utilitzada per l'organització ecologista Greenpeace entre 1989 i 2011.

Una goleta és un vaixell de dos o més pals (n'hi ha hagut fins de set pals) amb veles de tall. L'arbre mestre és el situat més a popa i, generalment, és més alt que el trinquet. L'aparell està format per veles àuriques (cangrea, escandalosa) o bermudianes i veles de ganivet (floc, estai), és a dir, veles disposades al pal seguint la línia de crugia, de proa a popa, en comptes de muntades en vergues transversals com les veles quadrades o caires.
La goleta apareix al segle xviii i té característiques funcionals semblants al bergantí, del qual es diferencia principalment pel seu aparell. És un vaixell capaç d'arribar a gran velocitat en cenyida i través, i es va emprar de forma semblant al bergantí, encara que per la seva menor mida es destinava més a activitats mercants de cabotatge. L'aparell de ganivet requereix menys personal per al seu maneig. Les goletes solien ser més petites que els bergantins, encara que també n'hi va haver de més tonatge, les quals es van emprar en navegació entre continents.
La goleta desapareix al segle xix. El seu aparell va tenir gran influència en les embarcacions esportives de vela actuals i en les construccions modernes de grans vaixells de vela, com vaixells escola o per a entreteniment, que gairebé sempre fan servir aparells de tipus goleta o les seves variants.
Embarcacions amb variants de l'aparell de la goleta, a més del bergantí-goleta (pal trinquet aparellat de creu, per exemple el Juan Sebastián Elcano (A-71)) són la goleta de velatxo, amb una o dues d'aquestes veles al trinquet (el pal més proper a proa); goleta de gàbia (trinquet amb cangrea, escandalosa i gàbia en major); goleta-pollacra, aparellat de goleta i amb el trinquet amb dues veles quadres i cangrea, sense cofa ni creuera. Pailebot (goleta petita; en rigor de només 2 pals), quetx (amb dos pals, com la goleta: el trinquet i el pal major).
La goleta més gran de la marina mercant del món va ser el  Thomas W. Lawson  (1902-1907), un veler amb buc d'acer nord-americà amb set pals i una càrrega màxima d'11.000 tones.

## Goletes famoses
- America, responsable de la Copa de l'Amèrica
- La Amistad, protagonista d'una revolta d'esclaus. Vegeu Amistad.[2]
- 1892. Fram. Goleta de tres pals.[3]
- 1926. Adventure. Goleta de pesca sense bauprès.[4][5]
- Atlantic, goleta de tres pals que va conservar el rècord de la travessa de l'oceà Atlàntic durant molts anys.
- Pride of Baltimore. Un clíper corsari aparellat com a goleta de velatxos. Originalment anomenat "Chasseur". Una rèplica seva va naufragar per culpa d'una tempesta blanca.[6]
- Bluenose. Goleta canadenca de pesca dels Grand Banks i, també, campiona de regates.[7][8]
- Thomas W. Lawson, l'única goleta de set pals mai construïda.[9][10]
- Buckau. Goleta que fou transformada per a provar dos rotors Flettner.[11]

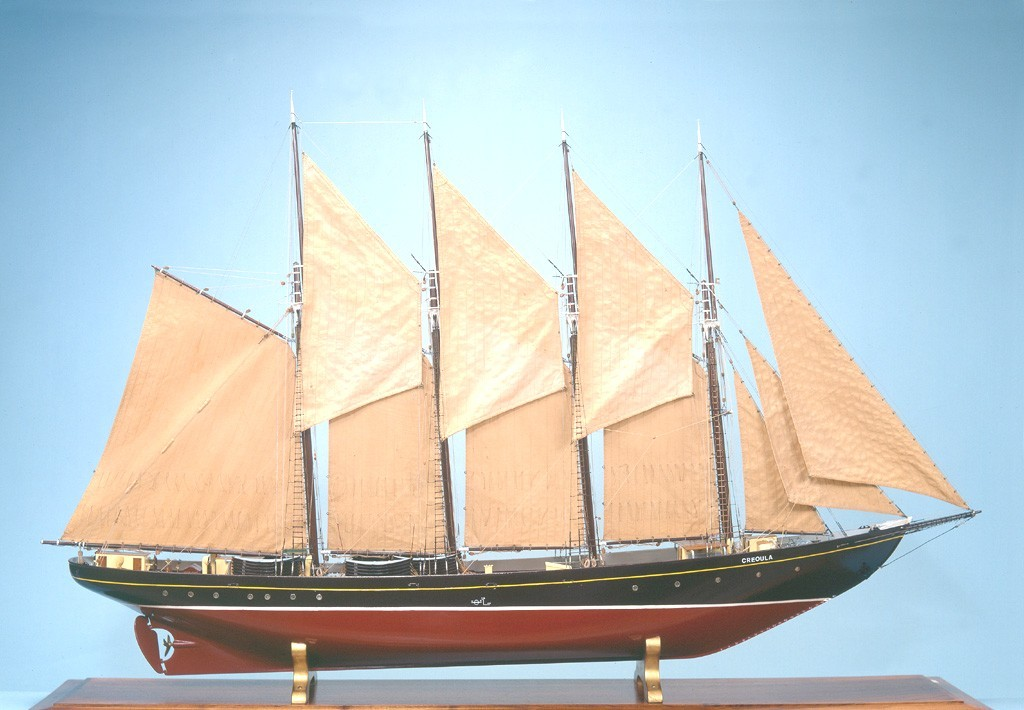
Maqueta de la goleta portuguesa “Creoula”, amb veles àuriques.

- Zaca, goleta d'Errol Flynn.[12]
- Santa Eulàlia
- Far Barcelona

## Goletes d'estai famoses
- "Ailée", de tres pals (disseny i construcció de Camper&Nicholson; propietat de Mme.Virginie Heriot).[13]
- Creole, de tres pals (disseny i construcció de Camper&Nicholson).[14]
- "Luna", de dos pals (disseny Carter)[15]
- "Vendredi Treize".[16]
- "Club Mediterranée"[17]

### Cas particular
Hi ha una goleta excepcional en fase de construcció des de fa set anys. Quan es construeixi, el Dream Symphony serà el veler més gran del món amb 462 peus d’eslora. També el buc serà extraordinari, en un vaixells d’aquestes dimensions. Serà, bàsicament, de fusta d’iroko emmotllada en fred.
Pel que fa a l’aparell serà de goleta: una goleta d’estais de quatre arbres.

## Diccionaris
La consulta comparada en diccionaris dels termes relacionats amb "goleta", en diversos idiomes (schooner, goletta, pailebot, vela àurica, ...), permeten estudiar l'antiguitat i la difusió d'aquest tipus de vaixell.
- 1781. Dictionnaire historique, théorique et pratique de marine. Par M. de Saverien. Vegeu gouelette, goualette.[20]
- 1783. Vocabulaire des termes de marine anglois et françois en deux parties.[21]
- 1792. Dictionnaire de la marine françoise: avec figures.[22]
- 1831. Diccionario marítimo español.[23]
- 1831. "Pailebot".[24]
- 1848. Glossaire nautique répertoire polyglotte de termes de marine anciens et ...Auguste Jal.[25]
- 1869. "Pinaza".[26]

## Literatura

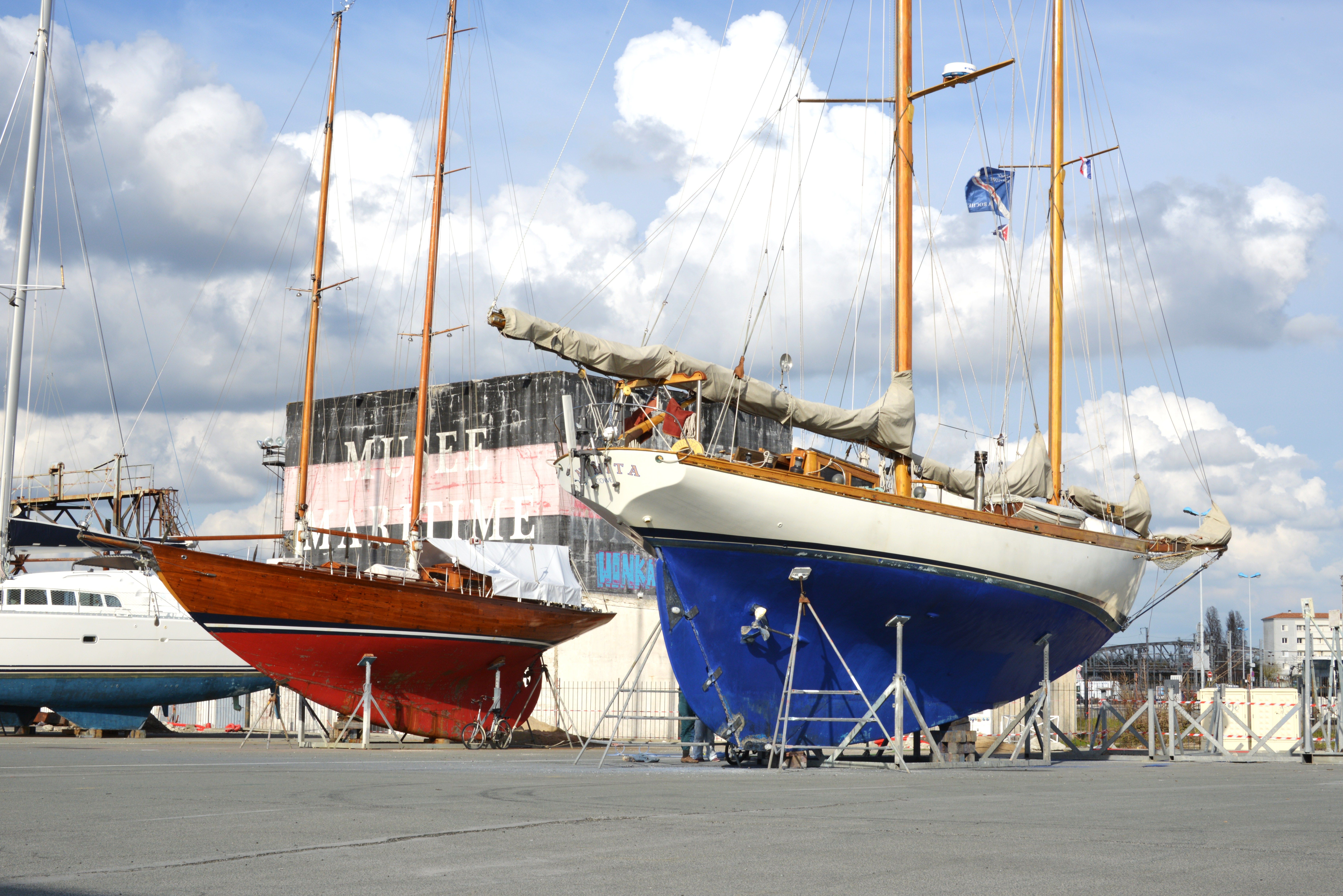
Goletes La Gaillarde i Niñita.

- L'illa del tresor (Treasure Island).
  - Una goleta, anomenada La Hispaniola, és el vaixell protagonista.[27]
- 1878. Un capitaine de quinze ans.
  - Pilgrim, un bergantí goleta, vaixell protagonista de la novel·la de Jules Verne Un capità de quinze anys.[28][29]
- 1897. Captains courageous. Rudyard Kipling.[30]

| « | "You are with me in the dory — Manuel my name, and I come from schooner We're Here of Gloucester. | » |
| — |                                                                                                   |   |

## Cinema
- 1937. Captains Courageous.[32]
- 1947. La dama de Xangai. La goleta del film era la Zaca, d’Errol Flynn.[33]
- 1952. The World in His Arms.[34]
- 1989. Calma total.[35]

### Vídeos
- Regata entre dues goletes de pesca dels Grand Banks: Bluenose contra Gertrude L. Thebaud